# Vergeletto
Vergeletto est une localité et une ancienne commune suisse du canton du Tessin, située dans le district de Locarno.

## Histoire
Au Moyen Âge, Vergeletto appartint à la vicinanza d'Onsernone et à la squadra de Russo. Depuis 1803, il comprenait aussi la commune actuelle de Gresso, qui en fut détachée en 1882. Au spirituel, le village releva d'abord de Russo ; il fut ensuite constitué en paroisse autonome en 1757.
Le 1er janvier 2017, la commune est intégrée, tout comme ses voisines de Mosogno, Gresso et Isorno, dans celle d'Onsernone.

## Patrimoine
- Chiesa parrochiale Annunciazione di Maria Vergine : fondée en 1610 par Pietro Terribilini elle contient une statue en bois représentant la Vierge et l'Archange Gabriel.
- Casa Garbani : construction du XVIIIe siècle construite par la famille Garbani, située dans la partie supérieure du village.
- Il mulino : moulin du XVIIIe siècle situé au centre du village.

## Tourisme
On arrive aujourd'hui à Vergeletto par la route qui bifurque à Cavigliano. La route serpente à travers des gorges vertigineuses et au loin l'on peut apercevoir des maisons posées comme des nids d'hirondelle ou d'aigle sur le flanc des pentes, collées les unes au-dessus des autres.

## Armoiries
Les armoiries de la commune de Vergeletto sont empruntées à la famille Garbani ou Garban pour la branche immigrée en France et aux États-Unis, famille originaire du village et dont certains membres se sont illustrés comme magistrats et hommes d'État suisses.